# Ante Došen
Ante M. Došen (Gospić, 1895. – 1977.) je bio hrvatski vojni časnik i novinski urednik.
Bio je časnikom austrougarske vojske za vrijeme Prvog svjetskog rata.
Nakon rata je emigrirao u SAD. U SAD-u je promicao hrvatsku misao među hrvatskim političkim emigrantima. 
Dok je bio u emigraciji u SAD-u, uređivao je polumjesečnik Nezavisnu hrvatsku državu od 1933. do 1935. godine. Za taj isti list je pisao članke, koji su odisali duhom pravaške ideje dr Ante Starčevića.
Sin je hrvatskog političara Marka Došena.